# كتانية حلبية
الكتانية الحلبية (باللاتينية: Linaria chalepensis) نوع نباتي يتبع جنس الكتانية من الفصيلة الحملية من رتبة الشفويات.

## الموئل والانتشار
تنتشر في بلاد الشام ومصر وشمال حوض البحر الأبيض المتوسط.

## مرادفات للاسم العلمي
- (باللاتينية: Antirrhinum chalepense L.)